# Ortskapelle Hochegg

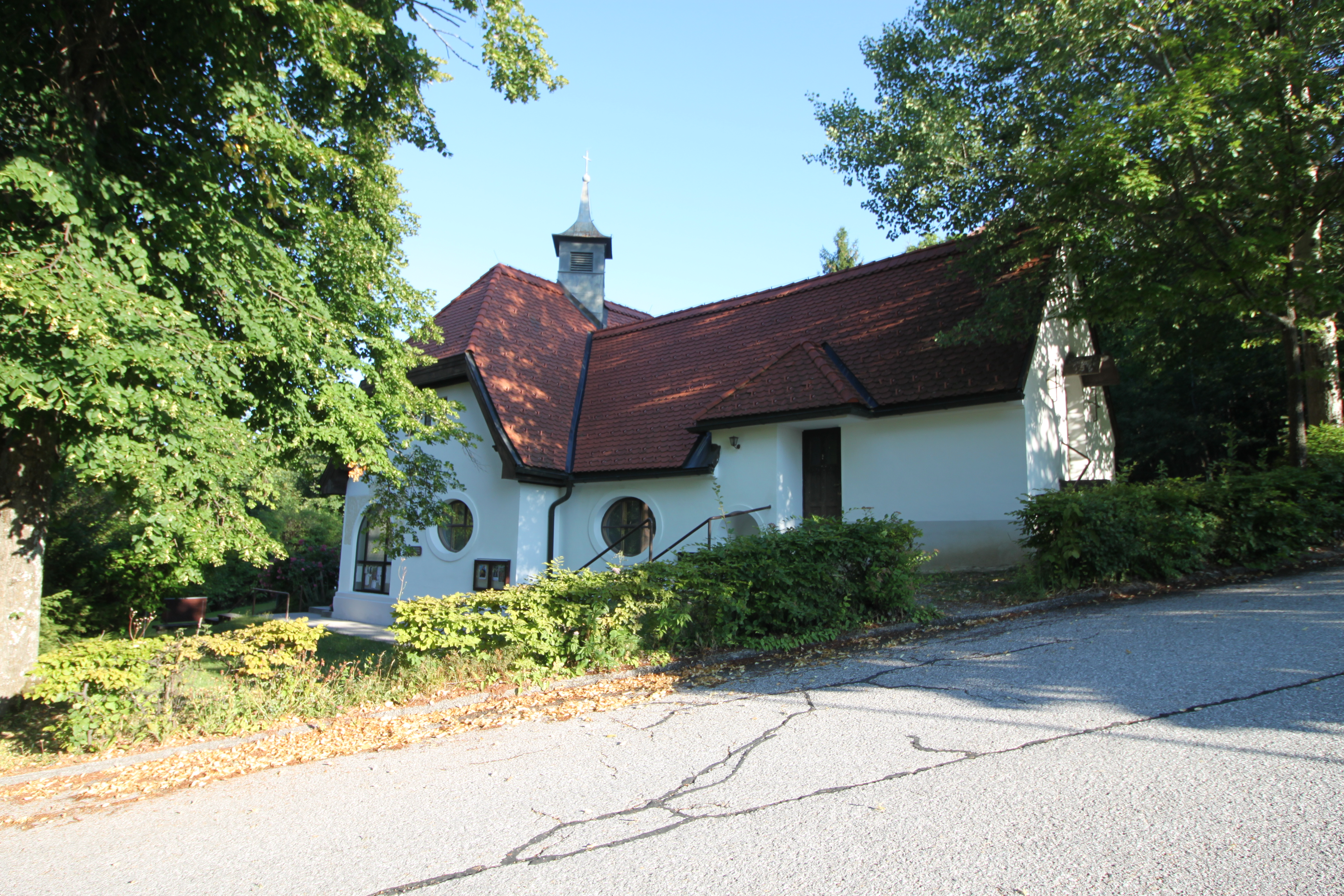
Katholische Ortskapelle in Hochegg

Die Ortskapelle Hochegg steht in der Ortschaft Hochegg in der Marktgemeinde Grimmenstein im Bezirk Neunkirchen in Niederösterreich. Die dem Patrozinium Zur immerwährenden Hilfe Mariens unterstellte römisch-katholische Ortskapelle der Pfarre Edlitz gehört zum Dekanat Kirchberg in der Erzdiözese Wien.

## Geschichte
Das ehemalige Pförtnerhaus der ehemaligen Volksheilstätte Hochegg wurde von 1924 bis 1926 unter der Leitung des Österreichischen Roten Kreuzes nach den Plänen der Architekten Erwin Ilz und Hans Pfann zu einer Kapelle umgebaut.

## Architektur und Ausstattung
Der Rechteckbau mit seitlichen Anräumen unter einem Kreuzdach trägt einen Dachreiter. Die Glasmalereien mit der Darstellung von Heiligen sowie die Konsolfiguren entstanden in der Umbauzeit. Die barocke Figur hl. Augustinus entstand in der Mitte des 18. Jahrhunderts.